# フォニオ
フォニオ（学名：Digitaria exilis）は、イネ科メヒシバ属に属する一年生植物で、食用として栽培されている雑穀である。年間約58万トンが栽培されている（2013年、FAO統計による）。穀物としては西アフリカの一部地域で栽培、流通しているのみであるが、世界の食料安全保障を向上させうる作物として注目されている。別名白フォニオ。粥、クスクス、パン、ビールなどに加工される。ナイジェリアでは「アチャ」と呼ばれる。

## 分布
フォニオはリベリアを除く西アフリカのセネガルからチャドのサバンナ地域にて栽培されており、とくにギニアのフータ・ジャロン地方で多く栽培されている。フォニオは貧弱な土壌や降水量の変化に対して適応性が高く、作付けから6〜8週間で収穫できる。

### 各国の収穫面積、収量
2021年の国際連合食糧農業機関による国別データ（FAOSTAT）によれば、フォニオの単収はコートジボワールが1位であるが、面積や収量で見ればギニアが首位。ギニアの収穫面積は約590,000ha、収量は約480,000トンである。

## 形態
約80センチに成長する草本である。種子は約1.5mmと小さく、2000粒で約1グラムになる。食用にする場合、これを脱穀して粉にするか、そのまま蒸して食する。

## 近縁種
食用作物として栽培されているメヒシバ属の植物には、以下のものがある。
- Digitaria iburua 西アフリカ（ナイジェリア、トーゴ、ベナン、ブルキナファソ）で栽培されている。黒フォニオ。
- Digitaria sanguinalis オニメヒシバ。東ヨーロッパで栽培されている。
- Digitaria cruciata インドで栽培されている。

## 脚註
1. ↑  瀬口正晴、楠瀬千春 (2022). “フォニオ(アチャ)”. New food industry = ニューフードインダストリー 64 (9):  583-592.
2. ↑  小林裕三「ギニアのフォニオは今」『国際農林業協力』Vol.46 No.1 p.36 公益社団法人国際農林業協働協会 2023年7月31日
3. ↑  『世界の食文化　アフリカ』農文協　2004年　p74